# Indohya napierensis
Indohya napierensis är en spindeldjursart som beskrevs av Harvey och Volschenk 2007. Indohya napierensis ingår i släktet Indohya och familjen Hyidae. Inga underarter finns listade i Catalogue of Life.